# Azur (formație de muzică rock)
Azur a fost o formație de muzică rock din România, înființată în 1969 la Ploiești.

## Activitate
Prima formulă stabilă a grupului a fost: Dumitru Ciocârdel (orgă electronică, conducerea muzicală), Marius Dârvăreanu (voce), Claudiu Rotaru (chitară electrică, ex-Phoenix), Marian Radu (chitară bas) și Ștefan Streit (baterie). Sunt găzduiți la Televiziune începând cu anul 1974. Formația concertează în numeroase rânduri în Capitală și în țară. Din repertoriu fac piesele: „Legenda codrului”, „Hei, voinice”, „Sfat de tineri” (Rotaru/Dan Mutașcu, inclusă pe compilația Formații de muzică pop 2, din 1976).
În 1977, componența formației se divide în două facțiuni: Azur C și Azur R. În prima se regăsesc Dârvăreanu, Rotaru și Radu, alături de un nou baterist, iar Azur R îi cuprinde pe Ciocârdel, Streit și pe Mircea Sârbu (voce), Marilena Manolache (voce), Remus Ionescu (chitară) și Stan Răduță (chitară bas). În anul următor, Azur R își schimbă numele în Formula 1. Manolache pleacă din formație, Răduță este înlocuit de Liviu Zota, iar Iulian Sănduleac devine al doilea claviaturist. Formula 1 efectuează mai multe turnee naționale. Din repertoriul grupului: „Lumină de la aștri”, „Mîndria supremă”, „Puterea prieteniei”. Formula 1 a lansat un disc single în 1980.